# Виборчий округ 89
Виборчий округ 89 — виборчий округ в Івано-Франківській області. В сучасному вигляді був утворений 28 квітня 2012 постановою ЦВК №82 (до цього моменту існувала інша система виборчих округів). Окружна виборча комісія цього округу розташовується в приміщенні Снятинської районної ради за адресою м. Снятин, пл. Незалежності, 1.
До складу округу входять Верховинський, Косівський і Снятинський райони. Виборчий округ 89 межує з округом 72 на південному заході, з округом 87 на заході, з округом 88 на півночі, з округом 202 на сході та обмежений державним кордоном з Румунією на півдні. Виборчий округ №89 складається з виборчих дільниць під номерами 260048-260086, 260412-260462, 260464-260472 та 260668-260725.

## Народні депутати від округу
| Ім'я                             | Фото | Партія               | Скликання | Дата набуття повноважень | Дата припинення повноважень |
| -------------------------------- | ---- | -------------------- | --------- | ------------------------ | --------------------------- |
| Гладій Василь Іванович           |      | Батьківщина          | 7-ме      | 12 грудня 2012           | 27 листопада 2014           |
| Солевой Юрій Игорович            |      | Блок Петра Порошенка | 8-ме      | 27 листопада 2014        | 29 серпня 2019              |
| Тимофійчук Володимир Ярославович |      | Слуга народу         | 9-те      | 29 серпня 2019           |                             |

## Результати виборів

### Парламентські

#### 2019
Кандидати-мажоритарники:
- Тимофійчук Володимир Ярославович (Слуга народу)
- Сіреджук Дмитро Дмитрович (самовисування)
- Соловей Юрій Ігорович (УДАР)
- Книшук Петро Васильович (Батьківщина)
- Атаманюк Олег Юрійович (самовисування)
- Басараб Сергій Михайлович (Європейська Солідарність)
- Сав'юк Любомир Маркіянович (самовисування)
- Томаш Володимир Любомирович (Громадянська позиція)
- Матейчук Роман Степанович (Свобода)
- Зузяк Володимир Олександрович (самовисування)
- Якібчук Василь Володимирович (Сила і честь)
- Качкан Віталій Васильович (Голос)
- Бойчук Степан Олексійович (самовисування)
- Гаврилків Дмитро Романович (Радикальна партія)
- Вольський Ярослав Васильович (самовисування)
- Мосейчук Тарас Русланович (Опозиційний блок)
- Трушик Наталія Ярославівна (Патріот)
- Реведжук Роман Петрович (самовисування)

#### 2014
Кандидати-мажоритарники:
- Соловей Юрій Ігорович (Блок Петра Порошенка)
- Гладій Василь Іванович (Батьківщина)
- Шкрібляк Лідія Василівна (Народний фронт)
- Григоришин Роман Мирославович (самовисування)
- Матейчук Роман Степанович (самовисування)
- Шинкарук Ярослав Іванович (самовисування)
- Бурдяк Леся Іванівна (Радикальна партія)
- Дроняк Микола Миколайович (самовисування)
- Шатрук Михайло Іванович (самовисування)
- Рябошапко Андрій Леонідович (Опозиційний блок)
- Реведжук Роман Петрович (самовисування)

#### 2012
Кандидати-мажоритарники:
- Гладій Василь Іванович (Батьківщина)
- Палійчук Микола Васильович (УДАР)
- Чуднов Василь Михайлович (самовисування)
- Андрусяк Михайло Миколайович (Наша Україна)
- Романовський Богдан Петрович (самовисування)
- Марчук Володимир Григорович (Комуністична партія України)
- Сливка Іван Васильович (самовисування)
- Шатрук Василь Іванович (самовисування)
- Яворський Олександр Павлович (самовисування)
- Остафійчук Володимир Леонідович (Патріотична партія України)
- Москалик Микола Михайлович (Партія регіонів)
- Антипенко Ірина Вікторівна (самовисування)
- Бекіш Ірина Орестівна (самовисування)
- Просвєтова Ольга Володимирівна (самовисування)

## Явка
Явка виборців на окрузі: